# العلاقات التشيكية الكوبية
العلاقات التشيكية الكوبية هي العلاقات الثنائية التي تجمع بين التشيك وكوبا.

## مقارنة بين البلدين
هذه مقارنة عامة ومرجعية للدولتين:
| وجه المقارنة                                              | التشيك                                                                            | كوبا                              |
| --------------------------------------------------------- | --------------------------------------------------------------------------------- | --------------------------------- |
| المساحة (كم2)                                             | 78.87 ألف                                                                         | 109.88 ألف                        |
| عدد السكان (نسمة)                                         | 10.52 مليون                                                                       | 11.48 مليون                       |
| الكثافة السكانية (ن./كم²)                                 | 133.38                                                                            | 104.48                            |
| العاصمة                                                   | براغ                                                                              | هافانا                            |
| اللغة الرسمية                                             | اللغة التشيكية                                                                    | اللغة الإسبانية                   |
| العملة                                                    | كرونة تشيكية، كرونة تشيكوسلوفاكية                                                 | بيزو كوبي، بيزو كوبي قابل للتحويل |
| الناتج المحلي الإجمالي (بليون دولار)                      | 215.73 مليار                                                                      | 87.13 مليار                       |
| الناتج المحلي الإجمالي (تعادل القوة الشرائية) بليون دولار | 356.15 مليار                                                                      |                                   |
| الناتج المحلي الإجمالي الاسمي للفرد دولار أمريكي          | 17.55 ألف                                                                         |                                   |
| الناتج المحلي الإجمالي للفرد دولار أمريكي                 | 31.19 ألف                                                                         |                                   |
| مؤشر التنمية البشرية                                      | 0.878                                                                             | 0.769                             |
| رمز المكالمات الدولي                                      | +420                                                                              | +53                               |
| رمز الإنترنت                                              | .cz                                                                               | .cu                               |
| المنطقة الزمنية                                           | ت ع م+01:00، ت ع م+02:00، توقيت وسط أوروبا، توقيت وسط أوروبا الصيفي، أوروبا/براغ ‏ | 00                                |

## منظمات دولية مشتركة
يشترك البلدان في عضوية مجموعة من المنظمات الدولية، منها:
| علم المنظمة | اسم المنظمة                   | تاريخ انضمام التشيك | تاريخ انضمام كوبا |
| ----------- | ----------------------------- | ------------------- | ----------------- |
|             | منظمة الشرطة الجنائية الدولية | ?                   | ?                 |
|             | الاتحاد البريدي العالمي       | ?                   | ?                 |
|             | يونسكو                        | 22 فبراير 1993      | 29 أغسطس 1947     |
|             | منظمة حظر الأسلحة الكيميائية  | ?                   | ?                 |
|             | الأمم المتحدة                 | 19 يناير 1993       | 24 أكتوبر 1945    |
|             | الاتحاد الدولي للاتصالات      | 1993                | 16 يناير 1918     |
|             | منظمة التجارة العالمية        | ?                   | ?                 |

## أعلام
هذه قائمة لبعض الشخصيات التي تربطها علاقات بالبلدين:
- خورخي لويس بيلا (ممثل كوبي، 3 أغسطس 1972 – )

## وصلات خارجية
- موقع وزارة الخارجية التشيكية
- موقع وزارة الخارجية الكوبية